# Argynnis teresa
Argynnis teresa är en fjärilsart som beskrevs av Ramon Agenjo Cecilia 1941. Argynnis teresa ingår i släktet Argynnis och familjen praktfjärilar. Inga underarter finns listade i Catalogue of Life.